# Пинкевич, Альберт Петрович
Альберт Петрович Пинкевич (24 декабря 1883 [5 января 1884] — 25 декабря 1937) — российский и советский педагог, педолог, организатор народного образования, а также общественный деятель. Организатор и первый ректор 3-го Петроградского педагогического института (1918—1920) и Уральского государственного университета (1920—1921). Ректор 2-го Московского государственного университета (1926—1930). Доктор педагогических наук (1935), профессор.

## Биография

### Детские и юношеские годы, учёба, учительство
Родился 24 декабря 1883 (5 января 1884) в деревне Урунда Уфимской губернии в семье польского дворянина Петра Марковича Пинкевича, сосланного на Урал за участие в восстании 1863—1864 годов, и Эммы Альбертовны (в девичестве Бюловой), внучке мастера оружейника из Германии, работавшего на уральских заводах. Крещён по католическому обряду, в крещении наречён Альбертом-Адамом.
С 1893 по 1902 годы учился в Уфимской гимназии, которую окончил с серебряной медалью и сразу же после этого поступил на естественное отделение физико-математического факультета Казанского университета. В годы обучения участвовал в нескольких экспедициях: летом 1903 года совершил длительную экскурсию на лодке по Волге (от Казани до Сызрани), изучая растительный мир и геологические объекты, а летом 1904 и 1905 годов выезжал в геологические экспедиции по направлению Казанского общества естествоиспытателей.
Параллельно с учёбой А. П. Пинкевич участвовал в революционном движении. В гимназические годы он был связан с революционными кружками, а в 1903 году вступил в РСДРП. В ноябре 1904 года Пинкевич был исключён из университета за участие в студенческих беспорядках, но восстановлен по ходатайству профессора Штукенберга. Принимал участие в революционных событиях 1905 года, за что вторично исключён из университета. Однако, способности и искренний интерес к науке помогли. А. П. Пинкевич при поддержке ректора Казанского университета Загоскина был вновь восстановлен в числе студентов и успешно окончил университет в 1909 году.
После окончания университета работал в учительской семинарии, затем — в кадетском корпусе в Вольске Саратовской губернии, где был преподавателем естествознания, физики и сельского хозяйства.

### Петроградский период (1914—1924)
С 1914 года жил в Петрограде, где познакомился с Максимом Горьким и сотрудничал с ним, опубликовав ряд работ (подписывался псевдонимом Адам Бельский). Затем преподавал естествознание в Тенишевском техническом училище, земской учительской школе и на Высших женских курсах Фребелевского общества.

После Февральской революции 1917 года А. П. Пинкевич участвовал в общественно-политической жизни РСФСР, был членом социал-демократической группы петроградского учительства и группы «Свободный труд»; избирался гласным Петроградской городской думы и городской управы; был заместителем председателя Государственного комитета по образованию. Октябрьскую революцию 1917 года сначала не принял, но затем участвовал в создании советской системы народного образования. В 1923 году вступил в ВКП(б). В 1918—1924 годах — председатель Коллегии и Совета экспертов при Комиссариате просвещения Союза коммун Северной области. Выступал за сохранение классно-урочной школьной системы, системного изучения предметов и обязательность домашних заданий.
А. П. Пинкевич положил начало созданию педагогики высшей школы, по его инициативе в 1918 году был создан 3-й Петроградский педагогический институт, в 1920—1921 годах он был организатором и первым ректором Уральского университета. Также был директором Педагогического института в составе этого университета.
В 1920—23 годах был председателем Центральная комиссия по улучшению быта учёных.

### Московский период (1924—1937)
В 1924—1930 годах А. П. Пинкевич — ректор и заведующий кафедрой педагогики 2-го Московского университета; с 1930 года — Московский педагогический институт. Был инициатором создания в 1926 году при университете Института научной педагогики и первый его директор (до 1932 года). В 1931—1936 годах работал в Высшем коммунистическом институте просвещения, в 1936—1937 годах был заведующий кафедрой педагогики Московского государственного педагогического института им. В. И. Ленина.
В начале 1924 года была создана редакционно-издательская комиссия во главе с профессором А. П. Пинкевичем, проведшая организационную работу по началу изданию журнала РОПИК. Было получено разрешение Главлита на издание. Официальное название - общественно-научный и экскурсионный журнал  "Крым”. Первый номер вышел в Москве в начале 1925 года. В специальном обращении к читателям правление РОПИК заявляло, что журнал “...должен, по возможности, выявлять научную и культурную работу, которая производится крымским краеведением на местах”. В редакционную коллегию входили: профессор А. П. Пинкевич (ответственный редактор, до 1927 года), Е. Э. Лейтнеккер (зам. редактора), а также профессора А. С. Башкиров, Б. Ф. Добрынин, П. З. Зенкович, Н. П. Зимин, Б. А. Куфтин.
В 1935 году за многолетнюю и плодотворную работу в области культурного строительства А. П. Пинкевич был награждён почётной грамотой ЦИК СССР и персональным автомобилем. Жил в Москве на Зубовском бульваре, 18/20.
В 1937 году арестован по обвинению в принадлежности к «троцкистской террористической группе» и 25 декабря расстрелян по приговору Военной коллегии Верховного суда СССР. Похоронен в Москве на Донском кладбище. Реабилитирован посмертно в 1956 году.

## Педагогические работы
А. П. Пинкевич был создателем «Педагогической энциклопедии» (1927—1929), редактором отдела «Педагогика и народное образование» БСЭ. Он является автором работ по методологическим проблемам педагогической науки, создатель первых советских учебников и пособий по педагогике. Также уделял внимание проблемам всестороннего развития ребёнка, развития его познавательной активности, используя при этом данные педагогической психологии. Исследовал проблемы влияния социальной среды на формирование личности, формирования детского коллектива и его самоуправления, а также трудового воспитания.